# Пахомова, Инна Георгиевна
Инна Георгиевна Пахомова (до замужества Лысань; 15 августа 1932, Пермь — 14 мая 2007, Москва) — советская спортсменка, четырёхкратная чемпионка СССР (1957—1959, 1963) и двукратная чемпионка Европы (1957, 1958) по академической гребле. Мастер спорта СССР (1957). Заслуженный мастер спорта России (2005).

## Биография
Родилась 15 августа 1932 года в Перми. Жила в Москве, где в 1953 году начала заниматься академической греблей в спортивном обществе «Красное знамя» у Сергея Соснина. В дальнейшем в разные годы тренировалась под руководством Игоря Демьянова, Василия Багрецова и своего мужа Петра Пахомова.
Наиболее значимых результатов добивалась во второй половине 1950-х годов, когда трижды становилась чемпионкой СССР и дважды завоёвывала золотые медали чемпионатов Европы в классе четвёрок парных с рулевыми. В 1963 году выигрывала чемпионат СССР в классе восьмёрок.
Окончила Московский текстильный техникум. После завершения спортивной карьеры работала экономистом Опытно-экспериментальной фабрики наглядных пособий и демонстрационной аппаратуры Всесоюзного общества «Знание». 
Умерла 14 мая 2007 года в Москве. Похоронена на Новодевичьем кладбище.